# Parafia Matki Bożej Częstochowskiej w Rodakach
Parafia Matki Bożej Częstochowskiej w Rodakach – parafia rzymskokatolicka, znajdująca się w diecezji sosnowieckiej, w dekanacie jaroszowieckim. Posługują księża diecezjalni. 

## Historia
Parafia została erygowana w 1958 dekretem bpa kieleckiego Czesława Kaczmarka. 
Pierwszą świątynią w Rodakach był drewniany, jednonawowy kościół św. Marka Ewangelisty z 1601. Budowla ta jest wpisana do rejestru zabytków nieruchomych województwa małopolskiego. 
W latach 1972–1982 zbudowano murowany kościół, według projektu arch. Witolda Cęckiewicza. 31 sierpnia 1986 bp Mieczysław Jaworski.
Wnętrze świątyni zdobi rzeźba Chrystusa autorstwa Wincentego Kućmy i witraż zaprojektowany przez Macieja Makarewicza.
Na terenie parafii jest 1 720 wiernych w Rodakach i Ryczówku.

## Proboszczowie
- ks. Jan Brożek (1958–1978)[4]
- ks. Stefan Walusiński (1978–2012)[3]
- ks. Jarosław Kwiecień (2012–2019)[4]
- ks. Krzysztof Majcherczyk (2019–2024)[5] [6]
- ks. Dariusz Grojec (administrator od 1 lipca 2024)[6]